# رومولو آلزانی
رومولو آلزانی (انگلیسی: Romolo Alzani; ۶ مارس ۱۹۲۱ – ۳ اکتبر ۲۰۰۲) بازیکن فوتبال اهل ایتالیا بود.
از باشگاه‌هایی که در آن بازی کرده‌است می‌توان به باشگاه فوتبال آ.اس. رم و باشگاه ورزشی لاتزیو اشاره کرد.